# Каллаган, Дэниел Джадсон
Дэниел Джадсон Каллаган (англ. Daniel Judson Callaghan; 26 июля 1890 — 13 ноября 1942) — американский военно-морской деятель, контр-адмирал периода Второй мировой войны, командовал соединениями линейных кораблей на Тихом океане. Погиб во время ночного боя за Гуадалканал.

## Биография
Дэниел Каллаган родился (26 июля 1890 в Сан-Франциско (штат Калифорния), в семье бизнесмена Чарльза Уильяма (англ. Charles William) и Роуз Уилер (англ. Rose Wheeler) Каллаган. Окончил колледж в области залива Сан-Франциско (англ. St. Ignatius College Preparatory) в 1907 году. В 1911 году Дэниел окончил Военно-морскую Академию США в Аннаполисе.
Первая служба проходила на броненосном крейсере «Калифорния» (ACR-6 USS California), 21 мая 1912 года он получил звание энсина (англ. ensign). С середины 1913 года Дэниел Каллаган служил на эсминце «Тракстан» (DD-14 USS Truxtun), и в мае 1915 года получил звание лейтенанта (англ. lieutenant).
Во время первых лет военно-морской службы Каллаган ухаживал за Мэри Торми (англ. Mary Tormey), и 23 июля 1914 года Дэниел с Мэри поженились в Окленде. 16 октября 1915 года в Аламиде у них родился сын, Дэниел Джадсон Каллаган-младший.
В июле 1915 года, во время перехода к Аляске, «Тракстон», которым командовал Дэниел Каллаган, сломался и не смог продолжить свою миссию. Первоначально вина за это легла на Каллагана: он был отстранён от должности и должен был предстать перед военным трибуналом. Однако при последующем расследовании выяснилось, что ответственность за ошибки принадлежит другому человеку. Каллаган был оправдан и восстановлен в должности командира «Тракстона».

### Первая мировая война
В ноябре 1916 года Каллаган командует крейсером «Нью-Орлеан» (CL-22 USS New Orleans), и когда в апреле 1917 года США вступает в Первую мировую войну, «Нью-Орлеан», под командованием Каллагана, активно занимается доставкой и сопровождением грузов через Атлантику.
После войны Каллаган служил на линкорах типа «Нью-Мексико» «Айдахо» (BB-42 USS Idaho) — с октября 1920 года по июнь 1923 года, типа «Колорадо» «Колорадо» (BB-45 USS Colorado) — с мая 1925 года по 1926 год. Затем занимал должность артиллерийского офицера на борту линкора «Миссисипи» (BB-41 USS Mississippi). Каллаган покинул «Миссисипи» в июле 1928 года и следующие два года работал в военно-морских инспекциях.
После этого Каллаган служил помощником главнокомандующего флота США, и был повышен в звании до коммандера в июне 1931 года. После этого Дэниел Каллаган занимал пост исполнительного директора Морского корпуса подготовки офицеров резерва (NROTC — от англ. Naval Reserve Officer Training Corps) при Калифорнийском университете в Беркли. После чего служил на крейсере «Портленд» (CA-33 USS Portland).
В 1938 году Дэниел Каллаган был рекомендован президенту Франклину Рузвельту в качестве военно-морского адъютанта. На этой должности Каллаган пробыл с июля 1938 года по май 1941 год. В октябре 1938 года Каллаган был произведён в капитаны.

### Вторая мировая война
В мае 1941 года Рузвельт назначил Каллагана командиром тяжёлого крейсера «Сан-Франциско» (CA-38 San Francisco), типа «Нью-Орлеан». Затем Каллаган служил начальником штаба Роберта Ли Гормли, командующего южной части Тихого океана и сил Океании. В апреле 1942 года Дэниел Каллаган получил звание контр-адмирала. Он служил в этом качестве до тех пор, пока 18 октября 1942 года вице-адмирал Гормли не был освобождён от занимаемой должности.
В ноябре 1942 года Дэниел Каллаган возглавил соединение кораблей (Task Group 67.4), которому поручалось обеспечение высадки американского десанта на Гуадалканале. В эскадру входили тяжёлые крейсера «Сан-Франциско» (флагман адмирала), «Пенсакола» и «Портленд», а также лёгкие крейсера «Хелена» (CL-50 USS Helena) и «Джуно» (CL-52 USS Juneau), и около 10 эсминцев. 13 ноября 1942 года после обнаружения крейсером «Хелена» японских кораблей близ острова Саво, Каллаган не смог вовремя организовать атаку, в результате чего противник перехватил инициативу. Тяжёлый крейсер «Сан-Франциско» был атакован японским линейным крейсером «Кирисима», один из снарядов которого попал на капитанский мостик, погубив контр-адмирала Каллагана практически со всем его штабом. После взрыва командование принял капитан-лейтенант Брюс МакКэндлесс (англ. Bruce McCandless) и отдавал приказы от имени Каллагана. Несмотря на гибель большинства старших офицеров, сражение закончилось победой союзников.
Каллаган был похоронен в море. За действия во время сражения Каллаган был посмертно награждён медалью Почёта (медаль принял лейтенант Дэниел Каллаган-младший).

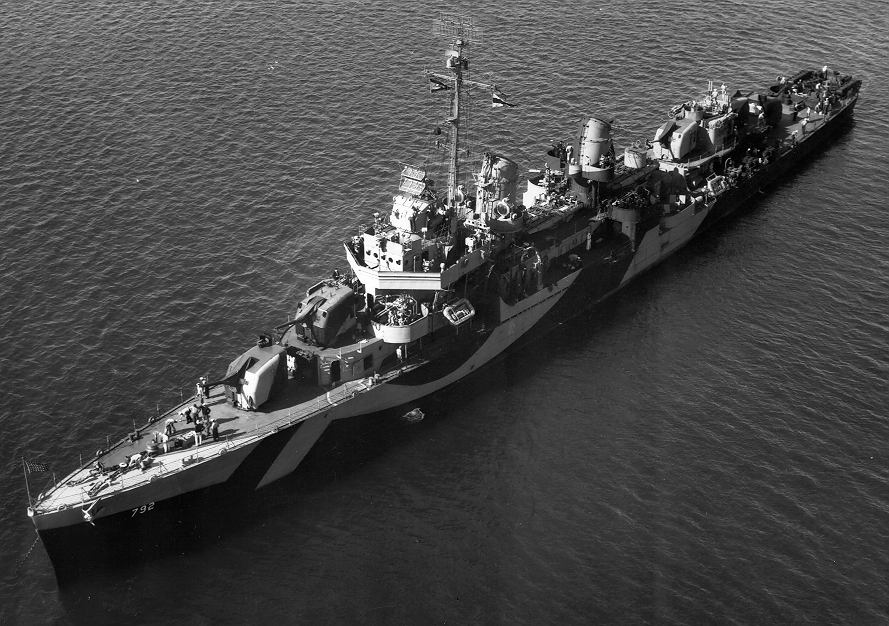
Эсминец «Каллаган» ((DD-792)
типа «Флетчер».

## Награды
До получения медали Почёта Дэниел Каллаган был награждён медалью ВМС США «За выдающуюся службу».
Именем Дэниела Каллагана были названы эскадренные миноносцы DD-792 (ЭМ типа «Флетчер») и DDG-994 (ЭМ типа «Кидд»).
Имя Дэниела Дж. Каллагана есть на надгробии в Мемориальном Американском кладбище в Маниле (англ. Manila American Cemetery and Memorial). Именем Дэниела Каллагана названа улица в Вальехо (округ Солано, Калифорния) и Зал подготовки офицеров Командования в Ньюпорте, Род-Айленд.